# Engadiner Zuckerbäcker
Die Tradition der Engadiner Zuckerbäcker (auch gebräuchlich Bündner Zuckerbäcker) geht auf das 15. Jahrhundert zurück. Seit dieser Zeit reichten die Lebensgrundlagen im Engadin und in den Bündner Südtälern Val Müstair, Puschlav und Bergell nicht mehr aus, um die einheimische Bevölkerung zu ernähren. Fortan waren bis in das 19. Jahrhundert hinein Jugendliche und Familien jüngerer Erwerbstätiger gezwungen, ihre Heimat zu verlassen und Lohn und Brot in der Fremde zu verdienen.
Während in der Surselva und in Mittelbünden die Jungen sich eher in Söldnerdiensten verdingten, erlernten die Engadiner vornehmlich das Handwerk der Zuckerbäcker.

## Blüte in Venedig und Ausweisung
1766 wurden in Venedig 38 von 42 Konfiserien von Bündnern betrieben, was Neid und Argwohn bei den einheimischen Zünften weckte. Die Nachwehen der Bündner Wirren und ein ungeschicktes Politisieren des Freistaats der Drei Bünde beim Versuch der Rückgewinnung der ehemaligen Untertanengebiete im Veltlin führten im gleichen Jahr zur Aberkennung aller Privilegien der Bündner Zuckerbäcker und in deren Folge zu deren – von der Stadt Venedig gewolltem – Exodus.

## Verbreitung
Die Bündner Zuckerbäcker lassen sich in 891 Städten nachweisen. Kopenhagen im Norden bis Florenz im Süden, Gibraltar im Westen bis St. Petersburg im Osten (Johann Luzius Isler) sind bekannt.

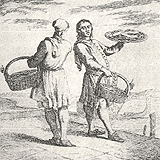
Engadiner Zuckerbäcker auf Wanderschaft
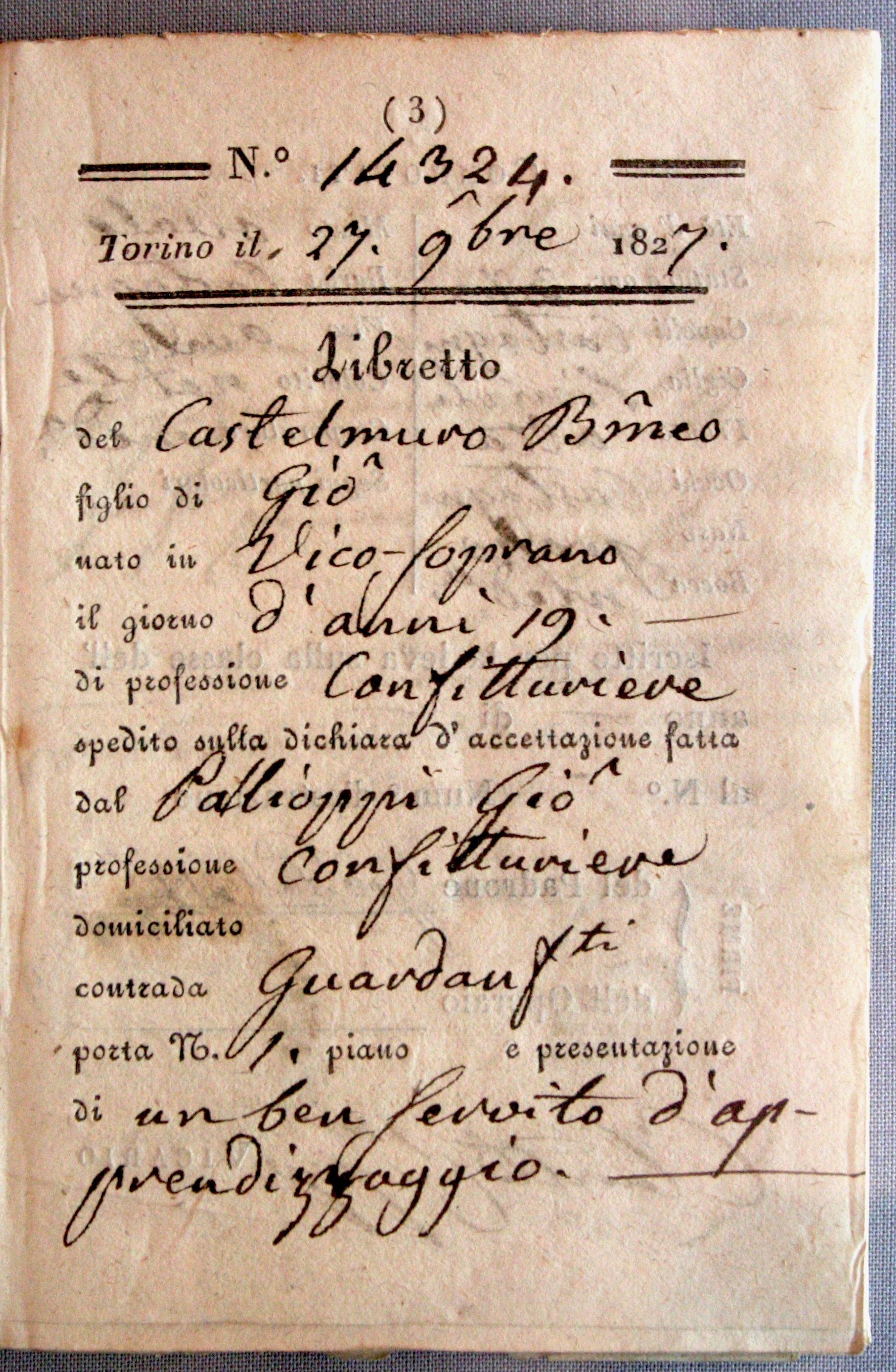
Fähigkeitszeugnis für den Konditor Bartolomeo Castelmur (1809–1843) aus dem Bergell, ausgestellt 1827 von Giovanni Pallioppi in Turin
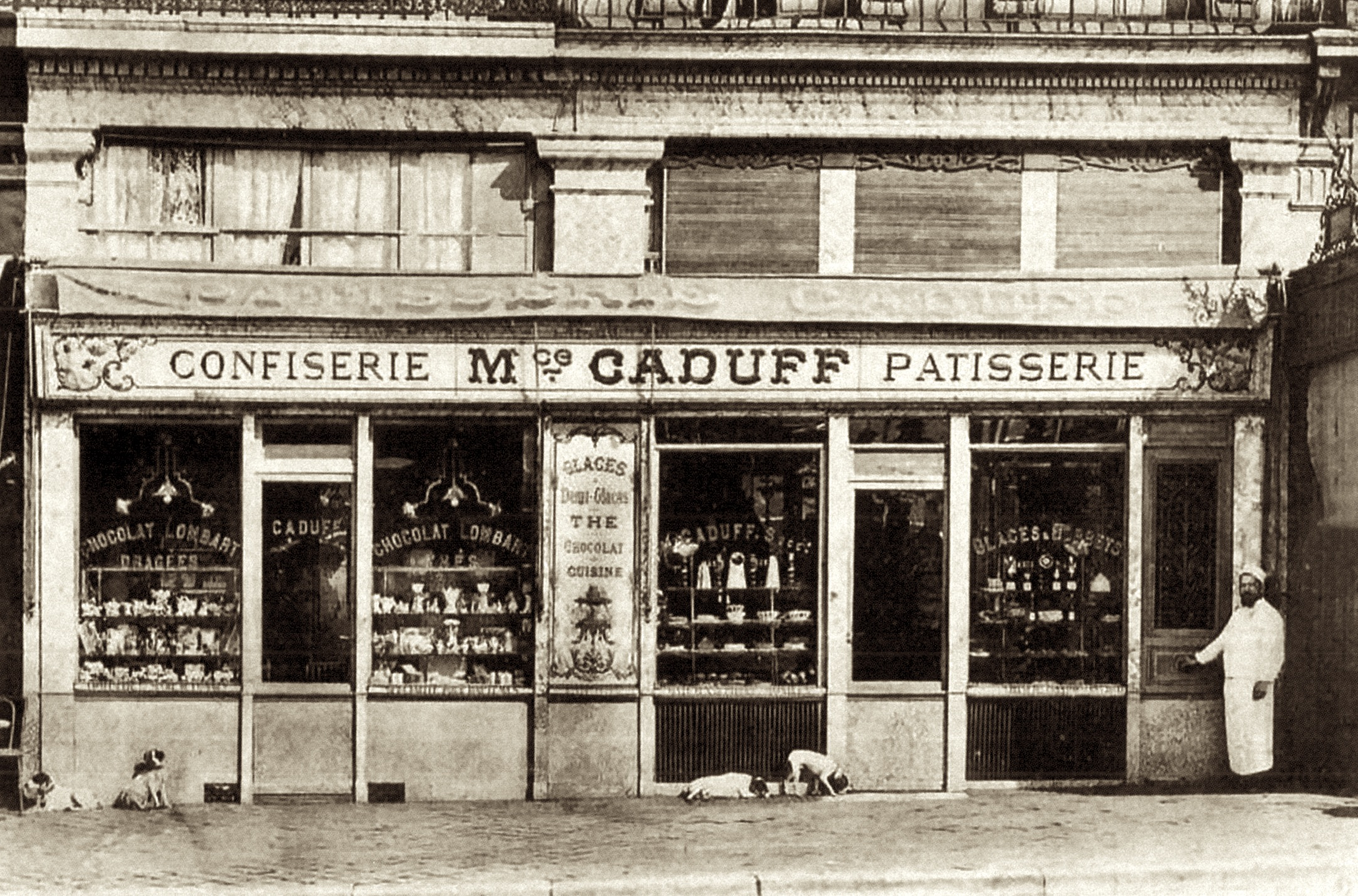
Konfiserie des Bündners Murezi Caduff in Rouen

## Arbeitsbedingungen
Kinderarbeit war gang und gäbe, ebenso Lohnauszahlungen erst nach Ende zumeist auf fünf Jahre angelegter Verträge. Die tägliche Arbeitszeit in lichtlosen Backstuben dauerte in der Regel 14 Stunden.

## Rückkehrer

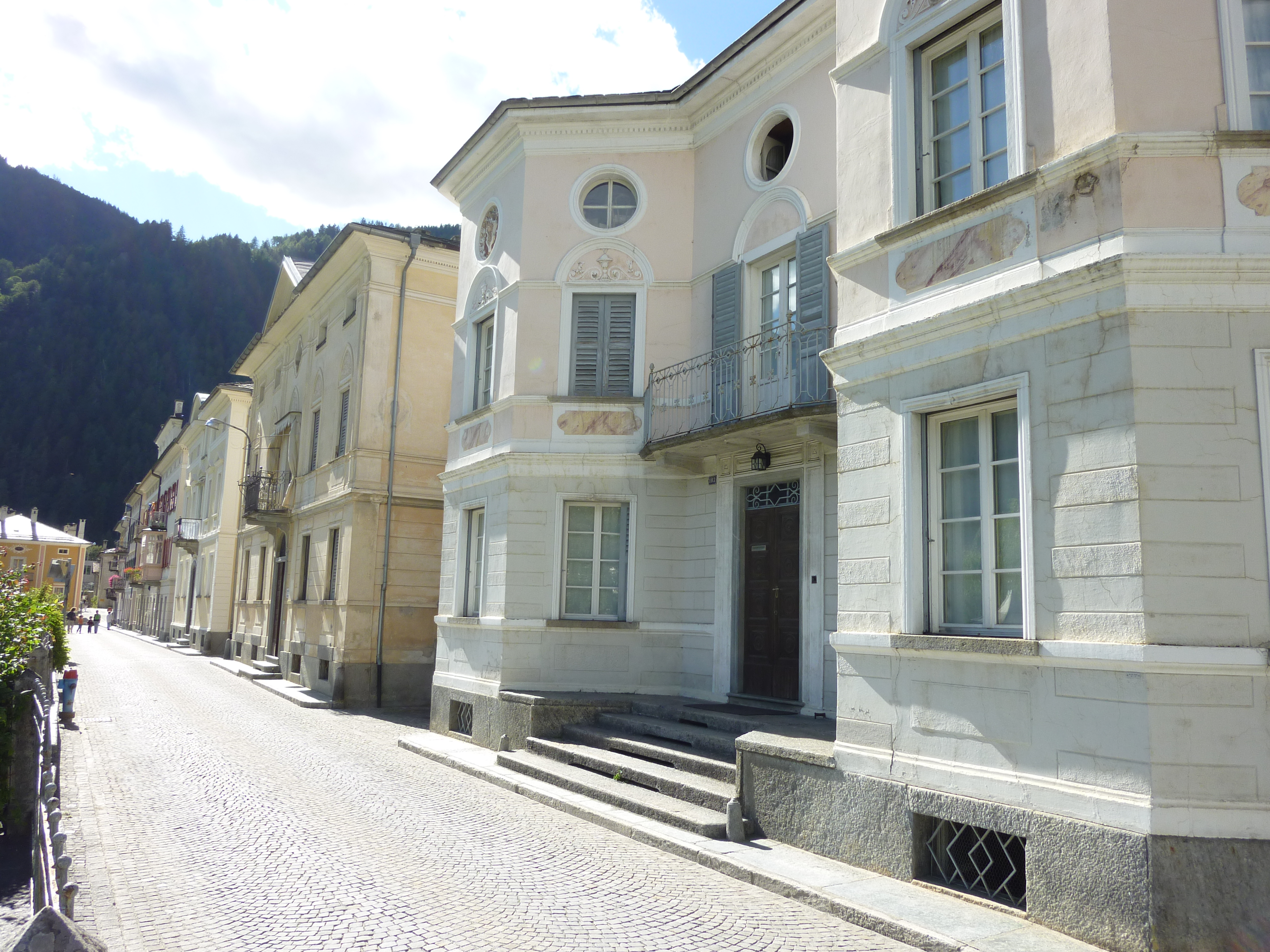
Das Villenviertel der Rückkehrer in Poschiavo

Die Heimkehrer errichteten mit ihrem Reichtum zahlreiche Engadinerhäuser und Palazzi, so z. B. in einem eigenen Viertel in Poschiavo. Auch waren sie massgeblich an der Gründung des Lyceum Alpinum in Zuoz und des Höheren Töchterinstituts in Ftan beteiligt.